# 張昊
張 昊（ちょう　こう、簡体字：张昊、繁体字中国語: 張昊、中国語ラテン翻字: Zhang Hao ジャン・ハオ, 1984年7月6日 - ）は、中国・ハルビン出身の元男性フィギュアスケートペア選手。パートナーは于小雨、彭程、張丹など。
2006年トリノオリンピックペア銀メダリスト、2002年ソルトレイクシティオリンピック、2010年バンクーバーオリンピック、2014年ソチオリンピック中国代表。

## 人物
2014年5月1日に一般人女性と結婚し、2015年5月8日、妻との間に第一子となる男児が誕生している。

## 経歴
中国のスケート競技のメッカ、ハルビンの生まれ。この町からは申雪、張丹、龐清、佟健というように数々の優秀な選手が次々と現れているが、張もその中の一人である。1988年、4歳の時に名門ハルビン・スケートクラブでスケートを始めた（現在も所属）。
当初は男子シングル選手で、10歳の時にはトリプルループが飛べるようになっていた。しかし「リフトをやってみたかった」という理由で14歳の時にペア競技に転向。
1999-2000シーズンよりISUジュニアグランプリに参戦。このシーズンはISUジュニアグランプリのSBC杯で優勝、JGPモントリオール杯で準優勝、JGPファイナル5位、世界ジュニア選手権5位、中国選手権2位という成績を残す。
2000-2001シーズンはJGP中国、JGPピルエッテン、JGPファイナル、世界ジュニア選手権の全てで優勝し、ジュニアクラスのタイトルを総なめにした。2000年の世界ジュニア選手権では史上初めてISUに公式に認定された4回転ツイストリフトを成功させている。
2001-2002シーズンのISUジュニアグランプリシリーズも全勝。シニアクラスのISUチャンピオンシップスにも参戦し、四大陸選手権3位、世界選手権9位、ソルトレイクシティオリンピック11位など、早くも檜舞台を経験。この時の世界選手権で、今度はシニアクラスでも4回転ツイストリフトに成功する。オリンピックのSPでは、ダイナミックな技の連続でスタンディングオベーションを受けた。
2002-2003シーズンからはISUグランプリシリーズに参戦した。表彰台に上ることはなかったが、中国選手権では優勝している（ただしこのシーズン以降、申雪&趙宏博組は中国選手権に参戦していないので彼等を破っての優勝ではない。）。
2003－2004シーズンにはISUグランプリシリーズはエリック・ボンパール杯で優勝、スケートアメリカとロシア杯で3位、グランプリファイナルにも出場したが6位に終わった。
2004－2005シーズンには世界選手権3位にまで到達し、申雪&趙宏博組に肉薄する。この2シーズンでの彼等の演技の進歩は著しいものであり、同様に力を付けた同門の龐清&佟健組とともに、ペア競技に中国の時代が到来したことを感じさせた。
2005-2006シーズンのトリノオリンピックでは優勝候補だった申雪&趙宏博組の趙宏博がアキレス腱断裂の大怪我をおったため、中国の一番手として大会に挑んだ。SPで2位につけた二人は、FSにおいて4年前に申雪&趙宏博組が挑んで果たせなかった4回転スロー・ジャンプに挑戦した。しかし張丹は着氷時に転倒し、左膝に負傷をおい演技は一時中断された。もはや演技続行は不可能かと思われたが、張丹は演技続行を選び負傷後のパートでサイド・バイ・サイドの2回転アクセル-3回転トウループ という女子シングルのトップ選手でも難しいコンビネーションジャンプを成功させ、銀メダルを獲得した。さらにチームは翌月の世界選手権にも出場、こちらでも2位に入り彼等が今や世界のトップ・チームの一角であることを満天下に示したのだった。
2006-2007シーズンのグランプリファイナルでは3位に入賞するも表彰式を欠席した。パートナーの張丹は大会中体調が思わしくなく大会後検査入院を受けた。万全でない状態で出場した世界選手権のSPではミスが響き10位と大幅に出遅れFSでも振るわない演技で4位、総合5位でシーズンを終えた。
2007-2008シーズンも張丹の体調は万全ではないもののISUグランプリシリーズではエリック・ボンパール杯、ロシア杯共に1位。しかしグランプリファイナル、四大陸選手権では共に2位に終わる。パートナーの張丹が四大陸選手権終了後手術を受け、世界選手権に出場、SPでは43.5点というすさまじい技術点をたたき出し1位につけたが、FSではミスが目立ち総合2位。
2008-2009シーズンもISUグランプリシリーズで2連勝を果たすも、グランプリファイナル、四大陸選手権では優勝をすることはできず世界選手権も2年連続の銀メダルとなった。
2009-2010シーズンは中国杯で2位、スケートアメリカで3位と振るわず、グランプリファイナルでは最下位の6位に沈む。SPの曲を2シーズン前のものに戻し、FSの衣装を変更して臨んだ四大陸選手権では優勝したものの、二大会連続のメダルを狙ったバンクーバーオリンピックでは5位に終わる。翌月の世界選手権ではSP、FS共にミスの少ない演技を見せ、FSではパーソナルベストを更新し、技術点ではトップだったものの演技構成点で他組に差をつけられ、こちらも総合5位に終わり苦しいシーズンとなった。
2010-2011シーズンはシーズンイン直前の練習中に中指を粉砕骨折し全試合を欠場した。2011-2012シーズンに復帰してISUグランプリシリーズ2戦で2位に入り、グランプリファイナルへ出場し4位となった。
身長が伸びた張丹とのバランスがとりにくくなってきたため、ペアの解散を発表した。新たに彭程とのペアを結成し引き続き姚濱に師事した。国内大会に出場した後、ISUグランプリシリーズの中国杯で国際大会デビューし前のパートナーに引き続き4回転ツイスト・リフトを成功させたが、ミスが相次ぎ5位に終わった。
2013-2014シーズン、中国杯では銅メダルを獲得した。続くNHK杯では銀メダルを獲得。グランプリファイナルに進出し4位だった。ソチオリンピックでは8位、世界選手権では5位と共に入賞を果たした。
2014-2015シーズン、中国杯にて彭程とのペアではグランプリシリーズ初優勝を飾る。グランプリファイナルでは2年連続で4位だった。四大陸選手権では銀メダルを獲得、世界選手権では前年より1つ順位を上げて4位となった。
2015-2016シーズン、グランプリシリーズの成績は8位だったが、隋文静/韓聰組の出場辞退により、グランプリファイナルへの出場が決まった。しかし、張昊の背中の怪我も影響し6位に終わった。世界選手権にはテストスケートを経て代表が内定された。ところが、大会ではジャンプのミスが相次ぎ過去最低の12位と惨敗した。
2016年4月26日、彭程/張昊組と于小雨/金楊組の間でペアを組み替えることが発表された。張は彭程とのペアを解消し、于小雨と新たなペアを組むこととなった。
2016-2017シーズン、スケートカナダで銀メダルを獲得した。続く中国杯では優勝し、3人の異なるパートナーとグランプリシリーズを制した初めての選手となった。3度目の出場となったグランプリファイナルでは銀メダルを獲得し、8年ぶりに表彰台に立った。3人の異なるパートナーとグランプリファイナルに進出した選手は張昊が初めてである。アジア冬季競技大会では2位である彭程/金楊組に20点以上の差を付け、金メダルを獲得した。その後、初出場の世界選手権では4位となった。
2021年2月、引退を発表した。

## 特徴
姚濱門下に共通するダイナミックな演技が持ち味である。ペア選手としては大柄な張丹を持ち上げたり投げたりしなければならなかった為、その上半身は見事にビルドアップされている。
フリースケーティングでのコンビネーションジャンプでは、2回転アクセル+3回転トウループを飛ぶ。コンビネーションジャンプのセカンドジャンプで3回転のジャンプを跳ぶのは、2015年スケートアメリカでクセニヤ・ストルボワ/ヒョードル・クリモフ組が3回転トウループ+3回転トウループ+2回転トウループを跳ぶまで張丹と張昊のペアのみだった。
4回転ツイストリフトを2000年世界ジュニア選手権（張丹とのペア）でISU公式大会として初めて成功させる。また2013年世界選手権（彭程とのペア）、2017年四大陸選手権（于小雨とのペア）でも成功させている。

## 主な戦績
- 于小雨とのペア

| 大会/年            | 2016-17 | 2017-18 |
| ------------------ | ------- | ------- |
| 冬季オリンピック   |         | 8       |
| 世界選手権         | 4       | 7       |
| 四大陸選手権       | 4       |         |
| 中国選手権         |         | 1       |
| GPファイナル       | 2       | 6       |
| GPスケートアメリカ |         | 2       |
| GP中国杯           | 1       | 2       |
| GPスケートカナダ   | 2       |         |
| アジア冬季大会     | 1       |         |

- 彭程とのペア

| 大会/年            | 2012-13 | 2013-14 | 2014-15 | 2015-16 |
| ------------------ | ------- | ------- | ------- | ------- |
| 冬季オリンピック   |         | 8       |         |         |
| 世界選手権         | 11      | 5       | 4       | 12      |
| 四大陸選手権       | 5       |         | 2       |         |
| 世界国別対抗戦     | T5 / P3 |         |         |         |
| 中国選手権         |         | 1       |         |         |
| GPファイナル       |         | 4       | 4       | 6       |
| GPエリック杯       |         |         |         | 4       |
| GPロステレコム杯   |         |         |         | 3       |
| GP中国杯           | 5       | 3       | 1       |         |
| GPスケートアメリカ |         |         | 3       |         |
| GP NHK杯           |         | 2       |         |         |
| GPエリック杯       | 4       |         |         |         |

- 張丹とのペア

| 大会/年             | 1999-00 | 2000-01 | 2001-02 | 2002-03 | 2003-04 | 2004-05 | 2005-06 | 2006-07 | 2007-08 | 2008-09 | 2009-10 | 2011-12 |
| ------------------- | ------- | ------- | ------- | ------- | ------- | ------- | ------- | ------- | ------- | ------- | ------- | ------- |
| 冬季オリンピック    |         |         | 11      |         |         |         | 2       |         |         |         | 5       |         |
| 世界選手権          |         |         | 9       | 6       | 5       | 3       | 2       | 5       | 2       | 2       | 5       |         |
| 四大陸選手権        |         |         | 3       | 3       | 2       | 1       |         |         | 2       | 3       | 1       |         |
| 世界国別対抗戦      |         |         |         |         |         |         |         |         |         | T6 / P1 |         |         |
| 中国選手権          | 2       | 3       |         | 1       | 2       |         |         |         | 2       | 1       |         | 1       |
| GPファイナル        |         |         |         |         | 6       | 5       | 2       | 3       | 2       | 2       | 6       | 4       |
| GP中国杯            |         |         |         |         |         | 2       |         |         |         | 1       | 2       | 2       |
| GPスケートアメリカ  |         |         |         | 4       | 3       | 1       | 1       |         |         |         | 3       | 2       |
| GPロシア杯          |         |         |         |         | 3       | 1       |         |         | 1       | 1       |         |         |
| GPエリック杯        |         |         |         | 4       | 1       |         |         |         | 1       |         |         |         |
| GPスケートカナダ    |         |         |         |         |         |         |         | 1       |         |         |         |         |
| GPNHK杯             |         |         |         |         |         |         | 1       | 2       |         |         |         |         |
| ユニバーシアード    |         |         |         |         |         | 1       |         | 1       |         | 1       |         |         |
| 世界Jr.選手権       | 4       | 1       |         | 1       |         |         |         |         |         |         |         |         |
| JGPファイナル       | 5       | 1       | 1       |         |         |         |         |         |         |         |         |         |
| JGP中国             |         | 1       |         | 1       |         |         |         |         |         |         |         |         |
| JGPトラパネーゼ杯   |         |         | 1       |         |         |         |         |         |         |         |         |         |
| JGPサルコウ杯       |         |         | 1       |         |         |         |         |         |         |         |         |         |
| JGPピルエッテン     |         | 1       |         |         |         |         |         |         |         |         |         |         |
| JGPSBC杯            | 1       |         |         |         |         |         |         |         |         |         |         |         |
| JGPモントリオール杯 | 2       |         |         |         |         |         |         |         |         |         |         |         |

### 詳細
| 2017-2018 シーズン    |                                                           |         |           |          |
| 開催日                | 大会名                                                    | SP      | FS        | 結果     |
| 2018年3月21日 - 25日  | 2018年世界フィギュアスケート選手権（ミラノ）              | 9 71.31 | 10 130.09 | 7 203.36 |
| 2018年2月14日 - 15日  | 2018年平昌オリンピック（平昌）                            | 5 75.58 | 11 128.52 | 8 204.10 |
| 2018年2月9日 - 12日   | 2018年平昌オリンピック 団体戦（平昌）                     | 5 69.17 | -         | 6 団体   |
| 2017年12月7日 - 10日  | 2017/2018 ISUグランプリファイナル（名古屋）               | 6 70.15 | 4 136.99  | 6 207.14 |
| 2017年11月24日 - 26日 | ISUグランプリシリーズスケートアメリカ（レークプラシッド） | 2 73.67 | 2 145.53  | 2 219.20 |
| 2017年11月3日 - 5日   | ISUグランプリシリーズ中国杯（北京）                       | 2 71.37 | 2 134.17  | 2 205.54 |

| 2016-2017 シーズン     |                                                  |         |          |          |
| 開催日                 | 大会名                                           | SP      | FS       | 結果     |
| 2017年3月27日 - 4月2日 | 2017年世界フィギュアスケート選手権（ヘルシンキ） | 4 75.23 | 5 136.28 | 4 211.51 |
| 2017年2月23日 - 25日   | 2017年アジア冬季競技大会（札幌）                 | 1 77.90 | 1 145.98 | 1 223.88 |
| 2017年2月14日 - 19日   | 2017年四大陸フィギュアスケート選手権（江陵）     | 2 75.20 | 5 128.20 | 4 203.40 |
| 2016年12月8日 - 11日   | 2016/2017 ISUグランプリファイナル（マルセイユ）  | 2 75.34 | 3 131.37 | 2 206.71 |
| 2016年11月18日 - 20日  | ISUグランプリシリーズ 中国杯（北京）             | 1 72.49 | 1 131.27 | 1 203.76 |
| 2016年10月27日 - 30日  | ISUグランプリシリーズ スケートカナダ（ミシサガ） | 2 69.43 | 2 132.65 | 2 202.08 |

| 2015-2016 シーズン     |                                                          |          |          |           |
| 開催日                 | 大会名                                                   | SP       | FS       | 結果      |
| 2016年3月26日 - 4月3日 | 2016年世界フィギュアスケート選手権（ボストン）           | 12 60.01 | 9 122.45 | 12 182.46 |
| 2015年12月9日 - 13日   | 2015/2016 ISUグランプリファイナル（バルセロナ）          | 7 65.60  | 6 117.44 | 6 183.04  |
| 2015年11月20日 - 22日  | ISUグランプリシリーズ ロステレコム杯（モスクワ）         | 3 68.10  | 3 124.94 | 3 193.04  |
| 2015年11月13日 - 15日  | ISUグランプリシリーズ エリック・ボンパール杯（ボルドー） | 4 64.10  | 中止     | 4         |

| 2014-2015 シーズン    |                                                  |         |          |          |
| 開催日                | 大会名                                           | SP      | FS       | 結果     |
| 2015年3月23日 - 29日  | 2015年世界フィギュアスケート選手権（上海）       | 5 69.67 | 4 136.96 | 4 206.63 |
| 2015年2月9日 - 15日   | 2015年四大陸フィギュアスケート選手権（ソウル）   | 2 69.81 | 3 131.64 | 2 201.45 |
| 2014年12月11日 - 14日 | 2014/2015 ISUグランプリファイナル（バルセロナ）  | 5 62.46 | 3 129.33 | 4 191.79 |
| 2014年11月7日 - 9日   | ISUグランプリシリーズ 中国杯（上海）             | 1 69.11 | 1 124.94 | 1 194.05 |
| 2014年10月24日 - 26日 | ISUグランプリシリーズ スケートアメリカ（シカゴ） | 2 62.38 | 3 120.05 | 3 182.43 |

| 2013-2014 シーズン    |                                                |         |          |          |
| 開催日                | 大会名                                         | SP      | FS       | 結果     |
| 2014年3月24日 - 30日  | 2014年世界フィギュアスケート選手権（さいたま） | 5 71.68 | 5 123.15 | 5 194.83 |
| 2014年2月6日 - 22日   | ソチオリンピック（ソチ）                       | 7 70.59 | 8 125.13 | 8 195.72 |
| 2014年2月6日 - 22日   | ソチオリンピック 団体戦（ソチ）                | 3 71.01 | -        | 7 団体   |
| 2013年12月28日 - 29日 | 全国花様滑冰錦標賽2013-2014（長春）            | 1 72.28 | 1 123.27 | 1 195.55 |
| 2013年12月5日 - 8日   | 2013/2014 ISUグランプリファイナル（福岡）      | 5 68.87 | 4 128.50 | 4 197.37 |
| 2013年11月8日 - 10日  | ISUグランプリシリーズ NHK杯（東京）            | 3 65.09 | 2 117.09 | 2 182.18 |
| 2013年11月1日 - 3日   | ISUグランプリシリーズ 中国杯（北京）           | 3 64.24 | 3 122.95 | 3 187.19 |

| 2012-2013 シーズン    |                                                      |          |           |           |
| 開催日                | 大会名                                               | SP       | FS        | 結果      |
| 2013年4月11日 - 14日  | 2013年世界フィギュアスケート国別対抗戦（東京）       | 4 58.62  | 3 115.78  | 3 174.40  |
| 2013年3月10日 - 17日  | 2013年世界フィギュアスケート選手権（ロンドン）       | 10 58.52 | 11 108.66 | 11 167.18 |
| 2013年2月6日 - 11日   | 2013年四大陸フィギュアスケート選手権（大阪）         | 5 52.46  | 6 112.36  | 5 164.82  |
| 2012年11月16日 - 18日 | ISUグランプリシリーズ エリック・ボンパール杯（パリ） | 3 59.92  | 6 107.84  | 4 167.76  |
| 2012年11月2日 - 4日   | ISUグランプリシリーズ 中国杯（上海）                 | 4 57.89  | 5 105.98  | 5 163.87  |

| 2011-2012 シーズン    |                                                         |         |          |          |
| 開催日                | 大会名                                                  | SP      | FS       | 結果     |
| 2012年1月4日 - 6日    | 中華人民共和国第12回全国冬季運動会（長春）              | 2 69.66 | 2 125.66 | 2 195.32 |
| 2011年12月8日 - 11日  | 2011/2012 ISUグランプリファイナル（ケベック・シティー） | 3 63.43 | 4 119.11 | 4 182.54 |
| 2011年11月4日 - 6日   | ISUグランプリシリーズ 中国杯（上海）                    | 3 60.57 | 2 117.10 | 2 177.67 |
| 2011年10月21日 - 23日 | ISUグランプリシリーズ スケートアメリカ（オンタリオ）    | 1 62.85 | 3 115.81 | 2 178.66 |
| 2011年9月20日 - 23日  | 全国花様滑冰錦標賽2011-2012（長春）                     | 1 64.02 | 1 119.86 | 1 183.88 |

| 2009-2010 シーズン       |                                                            |         |          |          |
| 開催日                   | 大会名                                                     | SP      | FS       | 結果     |
| 2010年3月22日 - 28日     | 2010年世界フィギュアスケート選手権（トリノ）               | 5 69.20 | 5 126.58 | 5 195.78 |
| 2010年2月12日 - 28日     | バンクーバーオリンピック（バンクーバー）                   | 5 71.28 | 4 123.06 | 5 194.34 |
| 2010年1月25日 - 31日     | 2010年四大陸フィギュアスケート選手権（全州）               | 1 65.86 | 1 126.36 | 1 192.22 |
| 2009年12月3日 - 6日      | 2009/2010 ISUグランプリファイナル（東京）                  | 5 66.24 | 6 114.01 | 6 180.25 |
| 2009年11月12日 - 15日    | ISUグランプリシリーズ スケートアメリカ（レークプラシッド） | 5 56.84 | 2 111.35 | 3 168.19 |
| 2009年10月29日 - 11月1日 | ISUグランプリシリーズ 中国杯（北京）                       | 4 61.92 | 2 124.57 | 2 186.49 |

| 2008-2009 シーズン    |                                                      |         |          |          |
| 開催日                | 大会名                                               | SP      | FS       | 結果     |
| 2009年4月16日 - 19日  | 2009年世界フィギュアスケート国別対抗戦（東京）       | 1 70.42 | 1 123.40 | 1 193.82 |
| 2009年4月9日 - 10日   | 中華人民共和国第十一回全国運動会（青島）             | 1 71.58 | 1 134.96 | 1 206.54 |
| 2009年3月23日 - 29日  | 2009年世界フィギュアスケート選手権（ロサンゼルス）   | 3 67.42 | 2 119.10 | 2 186.52 |
| 2009年2月18日 - 28日  | 第24回冬季ユニバーシアード（ハルビン）               | 1 68.32 | 1 127.00 | 1 195.32 |
| 2009年2月2日 - 8日    | 2009年四大陸フィギュアスケート選手権（バンクーバー） | 3 63.20 | 3 111.78 | 3 174.98 |
| 2008年12月10日 - 14日 | 2008/2009 ISUグランプリファイナル（高陽）            | 2 68.34 | 2 119.88 | 2 188.22 |
| 2008年11月20日 - 23日 | ISUグランプリシリーズ ロシア杯（モスクワ）           | 1 67.06 | 2 110.36 | 1 177.42 |
| 2008年11月6日 - 9日   | ISUグランプリシリーズ 中国杯（北京）                 | 1 67.12 | 1 115.10 | 1 182.22 |

| 2007-2008 シーズン    |                                                      |         |          |          |
| 開催日                | 大会名                                               | SP      | FS       | 結果     |
| 2008年3月17日 - 23日  | 2008年世界フィギュアスケート選手権（ヨーテボリ）     | 1 74.36 | 3 123.46 | 2 197.82 |
| 2008年2月11日 - 17日  | 2008年四大陸フィギュアスケート選手権（高陽）         | 1 70.45 | 2 111.39 | 2 181.84 |
| 2008年1月18日 - 21日  | 中華人民共和国第11回全国冬季運動会（チチハル）       | 2 67.94 | 1 119.20 | 2 187.14 |
| 2007年12月13日 - 16日 | 2007/2008 ISUグランプリファイナル（トリノ）          | 2 71.40 | 2 119.80 | 2 191.20 |
| 2007年11月22日 - 25日 | ISUグランプリシリーズ ロシア杯（モスクワ）           | 1 69.96 | 1 122.72 | 1 192.68 |
| 2007年11月15日 - 18日 | ISUグランプリシリーズ エリック・ボンパール杯（パリ） | 1 71.60 | 1 125.36 | 1 196.96 |

| 2006-2007 シーズン       |                                                           |          |          |          |
| 開催日                   | 大会名                                                    | SP       | FS       | 結果     |
| 2007年3月19日 - 25日     | 2007年世界フィギュアスケート選手権（東京）                | 10 57.00 | 4 116.39 | 5 173.39 |
| 2007年1月18日 - 19日     | 第23回冬季ユニバーシアード（トリノ）                      | 1 65.42  | 1 116.45 | 1 181.87 |
| 2006年12月14日 - 17日    | 2006/2007 ISUグランプリファイナル（サンクトペテルブルク） | 2 64.18  | 4 111.75 | 3 175.93 |
| 2006年11月30日 - 12月3日 | ISUグランプリシリーズ NHK杯（長野）                       | 2 63.82  | 2 118.05 | 2 181.87 |
| 2006年11月2日 - 5日      | ISUグランプリシリーズ スケートカナダ（ビクトリア）        | 1 69.54  | 1 121.43 | 1 190.97 |

| 2005-2006 シーズン    |                                                                  |         |          |          |
| 開催日                | 大会名                                                           | SP      | FS       | 結果     |
| 2006年3月20日 - 26日  | 2006年世界フィギュアスケート選手権（カルガリー）                 | 1 65.58 | 4 120.84 | 2 186.42 |
| 2006年2月10日 - 26日  | トリノオリンピック（トリノ）                                     | 2 64.72 | 2 125.01 | 2 189.73 |
| 2005年12月16日 - 18日 | 2005/2006 ISUグランプリファイナル（東京）                        | 4 61.76 | 2 124.36 | 2 186.12 |
| 2005年12月1日 - 4日   | ISUグランプリシリーズ NHK杯（大阪）                              | 2 60.86 | 1 110.60 | 1 171.46 |
| 2005年10月20日 - 23日 | ISUグランプリシリーズ スケートアメリカ（アトランティックシティ） | 1 59.90 | 1 119.24 | 1 179.14 |

| 2004-2005 シーズン    |                                                        |         |          |          |
| 開催日                | 大会名                                                 | SP      | FS       | 結果     |
| 2005年3月14日 - 20日  | 2005年世界フィギュアスケート選手権（モスクワ）         | 4 64.19 | 3 116.03 | 3 180.22 |
| 2005年2月14日 - 20日  | 2005年四大陸フィギュアスケート選手権（江陵）           | 1 63.67 | 1 117.94 | 1 181.61 |
| 2004年12月16日 - 19日 | 2004/2005 ISUグランプリファイナル（北京）              | 5 59.28 | 4 113.22 | 5 172.50 |
| 2004年11月25日 - 28日 | ISUグランプリシリーズ ロシア杯（モスクワ）             | 1 57.56 | 1 110.14 | 1 167.70 |
| 2004年11月10日 - 14日 | ISUグランプリシリーズ 中国杯（北京）                   | 2 62.28 | 2 112.74 | 2 175.02 |
| 2004年10月21日 - 24日 | ISUグランプリシリーズ スケートアメリカ（ピッツバーグ） | 3 56.98 | 1 109.88 | 1 166.86 |

| 2003-2004 シーズン    |                                                           |         |          |          |
| 開催日                | 大会名                                                    | SP      | FS       | 結果     |
| 2004年3月22日 - 28日  | 2004年世界フィギュアスケート選手権（ドルトムント）        | 6       | 5        | 5        |
| 2004年2月19日 - 25日  | 2004年四大陸フィギュアスケート選手権（ハミルトン）        | 2       | 2        | 2        |
| 2003年12月11日 - 14日 | 2003/2004 ISUグランプリファイナル（コロラドスプリングス） | 5 53.08 | 6 107.96 | 6 161.04 |
| 2003年11月20日 - 23日 | ISUグランプリシリーズ ロシア杯（モスクワ）                | 3 58.38 | 2 121.90 | 3 180.28 |
| 2003年11月14日 - 16日 | ISUグランプリシリーズ ラリック杯（パリ）                  | 2 60.12 | 1 114.76 | 1 174.88 |
| 2003年10月23日 - 26日 | ISUグランプリシリーズ スケートアメリカ（レディング）      | 4 56.14 | 3 115.12 | 3 171.26 |

| 2002-2003 シーズン     |                                                            |    |    |      |
| 開催日                 | 大会名                                                     | SP | FS | 結果 |
| 2003年3月24日 - 30日   | 2003年世界フィギュアスケート選手権（ワシントンD.C.）       | 7  | 6  | 6    |
| 2003年2月24日 - 3月2日 | 2003年世界ジュニアフィギュアスケート選手権（オストラヴァ） | 1  | 1  | 1    |
| 2003年2月10日 - 16日   | 2003年四大陸フィギュアスケート選手権（北京）               | 3  | 3  | 3    |
| 2002年11月14日 - 17日  | ISUグランプリシリーズ ラリック杯（パリ）                   | 3  | 5  | 4    |
| 2002年10月23日 - 27日  | ISUグランプリシリーズ スケートアメリカ（スポケーン）       | 4  | 4  | 4    |
| 2002年10月17日 - 20日  | ISUジュニアグランプリ 北京（北京）                         | 1  | 1  | 1    |

## プログラム使用曲
| シーズン  | SP | FS                                                                                                  | EX |
| --------- | --- | --------------------------------------------------------------------------------------------------- | --- |
| 2017-2018 | バレエ『白鳥の湖』より 作曲：ピョートル・チャイコフスキー 振付：ローリー・ニコル                                        | 映画『スター・ウォーズ』より 作曲：ジョン・ウィリアムズ 振付：ローリー・ニコル                      | |
| 2016-2017 | Eternal Flame Fearless by ブランドX 振付：デヴィッド・ウィルソン                                                        | Cavatina, Larghetto amoroso 作曲：エミール・フォン・ザウアー 振付：ローリー・ニコル                 | 映画『レオン』より 作曲：エリック・セラ                                                                      |
| 2015–2016 | ノルウェーの森 カム・トゥゲザー 曲：ビートルズ 演奏：イェラン・セルシェル 振付：ローリー・ニコル                        | 歌劇『真珠採り』より 作曲：ジョルジュ・ビゼー 振付：ローリー・ニコル                                | 贝加尔湖畔 曲：李健                                                                                          |
| 2014–2015 | アラビアの踊り バレエ『くるみ割り人形』より 作曲：ピョートル・チャイコフスキー 振付：ローリー・ニコル                   | ピアノ三重奏曲第2番 ピアノ協奏曲第2番 作曲：ドミートリイ・ショスタコーヴィチ 振付：ローリー・ニコル | ミュージカル『ノートルダム・ド・パリ』より 道化の祭り 踊って 僕のエスメラルダ 作曲：リシャール・コッシアンテ |
| 2013–2014 | 映画『グリーン・デスティニー』より 作曲：タン・ドゥン 演奏：ヨーヨー・マ 振付：ローリー・ニコル                         | 黄河協奏曲 作曲：冼星海 振付：ローリー・ニコル                                                      | La Coronacion by Globus                                                                                      |
| 2012–2013 | 死ぬのは奴らだ 作曲：ポール・マッカートニー 演奏：デイヴィッド・ギャレット                                              | ポエタ 作曲：ビセンテ・アミーゴ                                                                     | La Coronacion by Globus                                                                                      |
| 2011–2012 | トランシルヴァニアの子守唄 映画『ヤング・フランケンシュタイン』より 作曲：ジョン・モリス                                | 死の舞踏 作曲：フランツ・リスト                                                                     | Here I Am by 4 Men                                                                                           |
| 2010–2011 | トランシルヴァニアの子守唄 映画『ヤング・フランケンシュタイン』より 作曲：ジョン・モリス                                | スパルタクスとフリーギアのアダージョ バレエ『スパルタクス』より 作曲：アラム・ハチャトゥリアン      | - |
| 2009–2010 | シング・シング・シング ミュージカル『フォッシー』より 作曲：ルイ・プリマピアノファンタジー 演奏：マクシム・ムルヴィツァ | バレエ『シェヘラザード』より 作曲：ニコライ・リムスキー＝コルサコフ                                 | Riding on the Wings of Songs 作曲：フェリックス・メンデルスゾーン                                            |
| 2008-2009 | Riding on the Wings of Songs 作曲：フェリックス・メンデルスゾーン                                                       | ピアノ協奏曲 揚子江 作曲：Hao Weiya                                                                 | 大いなる世界 ボーカル：サラ・ブライトマン、アンドレア・ボチェッリ                                            |
| 2007–2008 | ピアノファンタジー 演奏：マクシム・ムルヴィツァ                                                                         | 映画『THE MYTH/神話』より 作曲：ネイサン・ウォン、ゲイリー・チェイス                                | 梁山伯と祝英台 作曲：何占豪、陳鋼                                                                            |
| 2006–2007 | スパニッシュ・キャラバン ハロー・アイ・ラヴ・ユー 作曲：ドアーズ                                                        | The Offspring of the Dragons 作曲：侯德健                                                           | |
| 2005–2006 | カシミール 曲：レッド・ツェッペリン                                                                                     | The Offspring of the Dragons 作曲：侯德健                                                           | 映画『ジャングル・ブック』より 作曲：ジョージ・ブランズ                                                      |
| 2004-2005 | All Alone 演奏：ジョー・サトリアーニ                                                                                    | 山の魔王の宮殿にて 作曲：エドヴァルド・グリーグ                                                     | 愛のテーマ 映画『ゴッドファーザー』より 作曲：ニーノ・ロータ                                                 |
| 2003-2004 | All Alone 演奏：ジョー・サトリアーニ                                                                                    | 喜歌劇『伯爵令嬢マリツァ』より 作曲：エメリッヒ・カールマン                                         | |
| 2002-2003 | Victory 曲：ボンド | 喜歌劇『伯爵令嬢マリツァ』より 作曲：エメリッヒ・カールマン                                         | |
| 2001-2002 | Victory 曲：ボンド | バレエ『コッペリア』より 曲：レオ・ドリーブ                                                         | |